# ویلیجا ماتسنایت
ویلیجا ماتسنایت (به انگلیسی: Vilija Matačiūnaitė) (زاده ۲۴ ژوئن ۱۹۸۶) خواننده ، بازیگر اهل لیتوانی است.
او در مسابقه آواز یوروویژن ۲۰۱۴ نماینده لیتوانی بود.